# گل خوش (سرده)
گل خوش (نام علمی: Euphrasia) نام یک سرده از تیرهٔ گل جالیزان است.